# Siergiej Chorużyj
Siergiej Siergiejewicz Chorużyj (w piśmiennictwie polskim także Sergiusz Chorużyj, ros. Серге́й Сергеевич Хоружий, ur. 5 października 1941 w Skopinie, zm. 22 września 2020) – radziecki i rosyjski fizyk, matematyk, filozof, teolog prawosławny i tłumacz.

## Życiorys
Urodzony w Skopinie. Syn zamordowanej w 1942 przez Niemców działaczki komunistycznej Wiery Choruży i Siergieja Gawriłowicza Korniłowa (ros. Сергей Гаврилович Корнилов) – pilota, który zginął w 1941. Został wychowany przez krewnych swojej matki. W 1958 roku, po ukończeniu szkoły średniej w Moskwie, wstąpił na wydział fizyki Moskiewskiego Uniwersytetu Państwowego. W 1964 roku ukończył studia na Wydziale Teorii Kwantowej i Fizyki Statystycznej. W 1967 roku ukończył studia podyplomowe w Instytucie Matematycznym Stiekłowa (MIAN). Temat jego pracy doktorskiej to „Problemy aksjomatycznej teorii dyspersji”. Prawował w MIAN (od 1967 roku). Doktor nauk fizycznych i matematycznych (1976). Temat pracy doktorskiej – „Algebraiczna kwantowa teoria pola z regułami superotrotropicznymi”.
Od 1993 roku był członkiem Rosyjskiej Akademii Nauk Przyrodniczych. Profesor filozofii, Instytut Filozofii Rosyjskiej Akademii Nauk. Profesor filozofii na Uniwersytecie Państwowym im. Jarosława Mądrego w Nowogrodzie Wielkim. Założyciel i dyrektor Instytutu Antropologii Synergicznej (2005). Członek rady redakcyjnej czasopisma „Visual Theology”. Był członkiem Synodalnej Biblijnej Komisji Teologicznej Rosyjskiego Kościoła Prawosławnego. Jego ambicje wykraczały poza akademicko pojętą historię filozofii – nie tylko badał on przeszłość rosyjskiej myśli, ale i chciał zaprojektować jej przyszłość.
Redaktor wydań dzieł Pawła Fłorienskiego, Siergieja Bułgakowa, Lwa Karsawiny, przewodniczący Komisji Upowszechniania Dziedzictwa Filozoficznego P. Fłorienskiego, L. Karsawiny, Aleksieja Łosiewa; członek rady redakcyjnej czasopisma „Dzieła teologiczne” (prace teoretyczne).
Był znany jako tłumacz i komentator wielu dzieł irlandzkiego pisarza Jamesa Joyce'a.
Pochowany na Cmentarzu Mitińskim w Moskwie.